# 8-й Катеринославський корпус
8-й Катеринославський корпус — військовий корпус Армії Української Держави. Створений у квітні 1918 року. Даний підрозділ був сформований з військ V Кавказького корпусу російської імперської армії. З квітня по червень називався Катеринославським корпусом. З червня 1918 року — 8-й Катеринославський корпус.

## Історія формування
Створений з підрозділів V Кавказького корпусу російської армії, сформованого у березні 1916 року у складі 123-ї та 127-ї піхотних дивізій. У квітні 1916 року корпус був переведений в Маріуполь, звідки Азовським і Чорним морями був доставлений на Кавказький фронт до Трапезунда, де брав участь у бойових діях проти оттоманських військ.

### Період національно-визвольних змагань
У вересні 1917 року в корпусі вперше з'явилися українські гуртки. Наприкінці жовтня 1917 року прийнято рішення про українізацію корпусу. У середині січня 1918 року українізовані частини корпусу були переправлені до Феодосії, а вже наприкінці березня 1918 року корпус було перебазовано до Маріуполя. Одразу по прибуттю до міста більшість вояків розійшлася по домівках. Залишки корпусу на чолі з генералами Г. М. Васильченком та А. М. Діденком було перейменовано в Катеринославський корпус, а у квітні 1918 року у 8-й Катеринославський корпус.

### Російська налаштованість
З національного погляду корпус був цілком російським. За часів Центральної Ради Військове міністерство УНР намагалося виправити ситуацію. Так, наприклад, усі офіцери мали прослухати курси української мови. Після приходу до влади П. П. Скоропадського ситуація ще більше ускладнилася. Після проголошення П. П. Скоропадським Грамоти про федерацію 8-й Катеринославський корпус вирушив до Криму на з'єднання з білогвардійськими військами.

### У складіЗбройних Сил Півдня Росії
У Криму корпус переформовано у полк 34-ї піхотної дивізії. Підрозділ брав активну участь у боях проти червоних військ та Дієвої армії УНР.

## Склад
Згідно з наказом від 18 вересня 1918 року до корпусу входили:
- 15-та піша дивізія (43-й Катеринославський, 44-й Січовий полки, 15-та гарматна бригада)
- 18-й кінний полк
- 8-а важка гарматна бригада
- 8-й гірський гарматний полк
- 8-й інженерний курінь
- 8-й окремий панцерний дивізіон
- 8-а автоколона
- 8-й радіодивізіон
- 45-й Бердянський полк
- 16-та дивізія
- 47-й Олександрівський полк
- 46-й Бахмутський полк — Каширенінов Леонід Леонідович
- 48-й Маріупольський полк
- 16-та гарматна бригада
- Окрема офіцерська дружина

## Командування
- Васильченко Гнат Михайлович — генерал-хорунжий, командир 8-го Катеринославського корпусу Збройних сил Української держави.
- Жуков Володимир Дмитрович — генерал-хорунжий, начальник артилерії 8-го Катеринославського корпусу.
- Діденко Анатолій Михайлович — генерал-хорунжий, командир 15-ї пішої дивізії 8-го Катеринославського корпусу.